# Josep Lluís Seguí i Rico
Josep Lluís Seguí i Rico (València, 27 de març de 1945) és un escriptor i guionista valencià en llengua catalana.
Llicenciat en filosofia per la Universitat de València, el 1970 va debutar en literatura amb una exposició de poesia visual i el 1976 va publicar el seu primer poemari. Va formar part del col·lectiu Ofèlia Dracs i el 1977 va ser finalista del Premi Andròmina de narrativa amb la novel·la Espai d'un ritual. El 1982 va guanyar el Premi Prudenci Bertrana de novel·la amb Biografia de J.-L.. Força relacionat amb el cinema, ha realitzat guions per a cinema i televisió i fins i tot fou membre del jurat en la IV edició de la Mostra de València.
Posteriorment ha estat guionista de ràdio i televisió amb L'erotisme al divan (1989-90), Estiu 90 (1990), El descapotable nou (1990-91), Elles i ells (1993-94) i Les imatges de la memòria (1995). També ha escrit articles sobre cinema i literatura a L'Espill, Canigó, El País, Valencia Semanal, Cairell, Guadalimar, El Viejo Topo, Quimera, Diario de Valencia, Cinema 2002, Levante, Cartelera Turia, Lui, Hiperión, Saó, Qué y Dónde, Artilugi, Interviú i El Temps. Des del 2005 escriu articles culturals al periòdic Ciudad de Alcoy i és crític d'art a la Televisió Alcoiana. També és promotor d'arts plàstiques i membre de l'Associació Cultural La Nave de Max.

## Obres
Narrativa
- Espai d'un ritual (1978))
- Diari de bordell (1979)
- Fulls de recanvi
- De màscares negres
- Quadre de cavalls (1980)
- Projecte per a destruccions (1980)
- Cartes d'amor (1982)
- Introducció al cos (1982)
- Biografia de J.L. (1983)
- La gola del llop (1983; en col·laboració amb Ferran Torrent)
- Comèdia (1984)
- El segrest de Xico Black (1986)
- Rosa Vermell i l’amant que arribà de l’Est (1993)
- Una eixida, Sam (1998)
- Les tribulacions de Rosa Vermell (1998)
- Maghica (1999)
- El laberint de l’home llop (1999)

Poesia
- Cossos/espai (1976)
- Teoria de l'immor(t)al (1981)